# Trimalaconothrus altissimus
Trimalaconothrus altissimus är en kvalsterart som beskrevs av Piffl 1971. Trimalaconothrus altissimus ingår i släktet Trimalaconothrus och familjen Malaconothridae. Inga underarter finns listade i Catalogue of Life.